# Qualificazioni all'UEFA Futsal Championship 2022
Le qualificazioni all'UEFA Futsal Championship 2022 determinano le 15 squadre che raggiungeranno i padroni di casa dei Paesi Bassi nel torneo, il primo che verrà conteso tra 16 squadre.
Alle qualificazioni partecipano un numero record di 49 nazionali su 55 membri totali dell'UEFA, tra cui le debuttanti Austria e Irlanda del Nord. Le 16 nazionali qualificate al turno élite delle qualificazioni al campionato mondiale di calcio a 5 2020 avanzano direttamente alla fase di qualificazione a gironi, che per la prima volta sarà giocato sulla base di girone andata e ritorno, mentre le rimanenti 33 nazionali sono entrate nel turno di qualificazione.

## Formula
Le qualificazioni sono organizzate su quattro turni:
- Turno di qualificazione: Le 33 nazionali che fanno il loro ingresso in questo turno sono divise in nove gironi, di cui sei da quattro squadre e tre da tre squadre. I gironi sono giocati con sole partite di andata in casa della nazionale organizzatrice. Le nove vincitrici avanzano alla fase di qualificazione a gironi, mentre le nove seconde e le cinque migliori terze avanzano agli spareggi del turno di qualificazione (per il confronto fra le terze classificate contano solo i risultati con le prime due del girone).
- Spareggi del turno di qualificazione: Le 14 nazionali sono sorteggiate in sette spareggi con formula di andata e ritorno. Le sette vincitrici avanzano alla fase di qualificazione a gironi.
- Fase di qualificazione a gironi: Le 32 nazionali sono divise in otto gironi di quattro squadre, in cui ognuna delle squadre affronta le altre due volte, in casa e fuori. Le otto vincitrici e le sei migliori seconde si qualificano al torneo finale, mentre le due seconde classificate rimanenti avanzano agli spareggi.
- Spareggi: Le due squadre si affrontano in partite di andata e ritorno per determinare l'ultima classificata.

### Criteri di classificazione
Nel turno di qualificazione e nella fase di qualificazione a gironi le squadre sono classificate in base ai punti ottenuti (3 per la vittoria, uno per il pareggio, 0 per la sconfitta). In caso di parità vengono applicati i seguenti criteri:
1. Maggior numero di punti nelle partite disputate fra le squadre in questione (scontri diretti);
2. Miglior differenza reti nelle partite disputate fra le squadre in questione;
3. Maggior numero di gol segnati nelle partite disputate fra le squadre in questione;
4. Maggior numero di gol segnati in trasferta fra le squadre in questione (solo nella fase di qualificazione a gironi);
5. Se alcune squadre sono ancora a pari merito dopo aver applicato questi criteri, essi vengono riapplicati esclusivamente alle partite fra le squadre in questione per determinare la classifica finale. Se la suddetta procedura non porta a un esito, si applicano i seguenti criteri;
6. Miglior differenza reti in tutte le partite del girone;
7. Maggior numero di gol segnati in tutte le partite del girone;
8. Maggior numero di gol segnati in trasferta in tutte le partite del girone (solo nella fase di qualificazione a gironi);
9. Maggior numero di vittorie in tutte le partite del girone (solo nella fase di qualificazione a gironi);
10. Maggior numero di vittorie in trasferta in tutte le partite del girone (solo nella fase di qualificazione a gironi);
11. Tiri di rigore, esclusivamente se due squadre hanno lo stesso numero di punti, si incontrano nell'ultima giornata e sono pari dopo aver applicato tutti i criteri precedenti (non vengono svolti se più di due squadre sono pari punti o se la loro classifica non è rilevante ai fini del passaggio del turno. Solo nel turno di qualificazione);
12. Minor numero di punti disciplinari (rosso diretto= 3 punti, giallo = 1 punto, doppio giallo = 3 punti);
13. Coefficiente UEFA al momento del sorteggio per il turno in questione;
14. Sorteggio (solo nel turno di qualificazione).

Per determinare le cinque migliori terze classificate nel turno di qualificazione i risultati contro le quarte classificate vengono scartati. Per determinare le migliori sei seconde della fase di qualificazione a gironi sono considerati tutti i risultati. Vengono applicati i seguenti criteri:
1. Maggior numero di punti;
2. Miglior differenza reti;
3. Maggior numero di reti segnate;
4. Maggior numero di reti segnate in trasferta (sono nella fase di qualificazione a gironi);
5. Maggior numero di vittorie (sono nella fase di qualificazione a gironi);
6. Maggior numero di vittorie in trasferta (sono nella fase di qualificazione a gironi);
7. Minor numero di punti disciplinari;
8. Coefficiente UEFA al momento del sorteggio per il turno in questione;
9. Sorteggio (solo nel turno di qualificazione)

Negli spareggi del turno di qualificazione e negli spareggi si qualifica la squadra che segna più reti nelle due partite di andata e ritorno. In caso le due squadre abbiano segnato lo stesso numero di reti si qualifica la squadra che ha segnato il maggior numero di reti in trasferta. Se persiste la situazione di parità si giocano due tempi supplementari di cinque minuti, al termine dei quali si classifica la squadra che ha segnato più reti o in caso di ulteriore parità, la squadra che ha segnato più reti in trasferta. Se non vengono segnate reti nei tempi supplementari si procede allo svolgimento dei tiri di rigore.

## Calendario
| Turno                                | Sorteggio        | Date                             |
| ------------------------------------ | ---------------- | -------------------------------- |
| Turno di qualificazione              | 7 novembre 2019  | 29 gennaio – 1 febbraio 2020     |
| Spareggi del turno di qualificazione | 13 febbraio 2020 | 2 novembre - 9 dicembre 2020     |
| Fase di qualificazione a gironi      | 2 settembre 2020 | 6 dicembre 2020 – 14 aprile 2021 |
| Spareggi                             | 2 settembre 2020 | 15 – 17 novembre 2021            |

Nel turno di qualificazione il calendario è il seguente, con una giornata di riposo tra la seconda e la terza giornata dei gironi a quattro squadre:
Nota: per il calendario la squadra organizzatrice è considerata la squadra 1, le altre sono classificate in base al proprio ranking.
| Giornata   | Partite (4 squadre) | Partite (3 squadre) |
| ---------- | ------------------- | ------------------- |
| Giornata 1 | 2 v 4, 3 v 1        | 3 v 1               |
| Giornata 2 | 3 v 2, 1 v 4        | 2 v 3               |
| Giornata 3 | 4 v 3, 1 v 2        | 1 v 2               |

Nella fase di qualificazione a gironi il calendario di ogni gruppo è stilato secondo il seguente ordine:
| Giornata   | Partite      |
| ---------- | ------------ |
| Giornata 1 | 2 v 3, 4 v 1 |
| Giornata 2 | 1 v 2, 3 v 4 |
| Giornata 3 | 3 v 1, 2 v 4 |
| Giornata 4 | 1 v 3, 4 v 2 |
| Giornata 5 | 3 v 2, 1 v 4 |
| Giornata 6 | 2 v 1, 4 v 3 |

## Turno di qualificazione

### Sorteggio
Il sorteggio per il turno di qualificazione si è tenuto il 7 novembre 2019 alle 13:30 CET (UTC+1) al quartier generale dell'UEFA a Nyon, in Svizzera. Le fasce di sorteggio sono stilate sul ranking delle nazionali al 28 ottobre 2019 basate sul nuovo sistema Elo. Le 33 nazionali partecipanti sono state sorteggiate in nove gruppi, di cui sei formati da quattro squadre, contenenti una squadra per ogni fascia, e tre formati da tre squadre, una per ognuna delle fasce 1-3. In base alla decisione dell'UEFA Emergency Panel, Kosovo e Bosnia-Erzegovina non potevano essere sorteggiate nello stesso girone.
| Squadra     | Coeff.  | Rank |
| ----------- | ------- | ---- |
| Paesi Bassi | 1641.41 | 17   |

| Squadra     | Coeff.  | Rank |
| ----------- | ------- | ---- |
| Spagna      | 2112.09 | 1    |
| Russia      | 2099.41 | 2    |
| Portogallo  | 2088.92 | 3    |
| Kazakistan  | 2074.58 | 4    |
| Azerbaigian | 2013.86 | 5    |
| Ucraina     | 2002.36 | 6    |
| Serbia      | 1975.44 | 7    |
| Italia      | 1963.53 | 8    |
| Slovenia    | 1926.99 | 9    |
| Croazia     | 1919.50 | 10   |
| Rep. Ceca   | 1802.24 | 11   |
| Bielorussia | 1800.94 | 12   |
| Romania     | 1756.91 | 13   |
| Francia     | 1740.99 | 15   |
| Slovacchia  | 1713.56 | 16   |
| Finlandia   | 1590.30 | 21   |

| Squadra                  | Coeff.  | Rank | Fascia |
| ------------------------ | ------- | ---- | ------ |
| Ungheria                 | 1746.28 | 14   | 1      |
| Bosnia ed Erzegovina (H) | 1641.36 | 18   | 1      |
| Polonia                  | 1600.21 | 19   | 1      |
| Belgio (H)               | 1594.81 | 20   | 1      |
| Georgia (H)              | 1587.09 | 22   | 1      |
| Lettonia (H)             | 1486.86 | 23   | 1      |
| Macedonia del Nord (H)   | 1478.80 | 24   | 1      |
| Moldavia (H)             | 1395.49 | 25   | 1      |
| Albania                  | 1372.66 | 26   | 1      |
| Turchia                  | 1356.47 | 27   | 2      |
| Kosovo                   | 1351.84 | 28   | 2      |
| Montenegro               | 1342.09 | 29   | 2      |
| Inghilterra              | 1338.14 | 30   | 2      |
| Svezia                   | 1314.92 | 31   | 2      |
| Svizzera                 | 1233.17 | 32   | 2      |
| Norvegia                 | 1213.04 | 33   | 2      |
| Bulgaria (H)             | 1202.87 | 34   | 2      |
| Danimarca                | 1176.30 | 35   | 2      |
| Armenia                  | 1135.14 | 36   | 3      |
| Grecia                   | 1109.10 | 37   | 3      |
| Germania                 | 1104.34 | 38   | 3      |
| Cipro                    | 1065.11 | 39   | 3      |
| Galles                   | 1062.77 | 40   | 3      |
| Lituania (H)             | 1043.10 | 41   | 3      |
| Israele                  | 1017.78 | 42   | 3      |
| Andorra                  | 910.95  | 43   | 3      |
| Estonia                  | 882.75  | 44   | 3      |
| Malta (H)                | 856.48  | 45   | 4      |
| Gibilterra               | 824.33  | 46   | 4      |
| San Marino               | 807.01  | 47   | 4      |
| Scozia                   | 798.50  | 48   | 4      |
| Irlanda del Nord         | 757.59  | 49   | 4      |
| Austria                  | 757.59  | 50   | 4      |

Note
- Le squadre indicate in grassetto si sono qualificate per la fase finale.
- (H):  Squadre organizzatrici del turno di qualificazione.

| Fær Øer     | Islanda | Liechtenstein |
| Lussemburgo | Irlanda |               |

### Gruppi
(H) indica la squadra ospitante.

#### Gruppo A
| Squadra                  | P.ti | G | V | N | P | GF | GS | DR  |
| ------------------------ | ---- | - | - | - | - | -- | -- | --- |
| Bosnia ed Erzegovina (H) | 9    | 3 | 3 | 0 | 0 | 22 | 10 | +12 |
| Cipro                    | 6    | 3 | 2 | 0 | 1 | 14 | 9  | +5  |
| Svizzera                 | 3    | 3 | 1 | 0 | 2 | 8  | 12 | -4  |
| Gibilterra               | 0    | 3 | 0 | 0 | 3 | 3  | 16 | -13 |

| Squadra 1            | Risultato   | Squadra 2            |
| 1ª giornata          | 1ª giornata | 1ª giornata          |
| -------------------- | ----------- | -------------------- |
| Cipro                | 4 - 8       | Bosnia ed Erzegovina |
| Svizzera             | 3 - 1       | Gibilterra           |
| 2ª giornata          |             |                      |
| Cipro                | 6 - 1       | Svizzera             |
| Bosnia ed Erzegovina | 9 - 2       | Gibilterra           |
| 3ª giornata          |             |                      |
| Gibilterra           | 0 - 4       | Cipro                |
| Bosnia ed Erzegovina | 5 - 4       | Svizzera             |

#### Gruppo B
| Squadra    | P.ti | G | V | N | P | GF | GS | DR  |
| ---------- | ---- | - | - | - | - | -- | -- | --- |
| Belgio (H) | 9    | 3 | 3 | 0 | 0 | 17 | 6  | +11 |
| Armenia    | 4    | 3 | 1 | 1 | 1 | 7  | 8  | -1  |
| Montenegro | 3    | 3 | 1 | 0 | 2 | 11 | 10 | +1  |
| Scozia     | 1    | 3 | 0 | 1 | 2 | 7  | 18 | -11 |

| Squadra 1   | Risultato   | Squadra 2   |
| 1ª giornata | 1ª giornata | 1ª giornata |
| ----------- | ----------- | ----------- |
| Montenegro  | 9 - 2       | Scozia      |
| Armenia     | 2 - 5       | Belgio      |
| 2ª giornata |             |             |
| Armenia     | 3 - 1       | Montenegro  |
| Belgio      | 7 - 3       | Scozia      |
| 3ª giornata |             |             |
| Scozia      | 2 - 2       | Armenia     |
| Belgio      | 5 - 1       | Montenegro  |

#### Gruppo C
| Squadra   | P.ti | G | V | N | P | GF | GS | DR  |
| --------- | ---- | - | - | - | - | -- | -- | --- |
| Polonia   | 9    | 3 | 3 | 0 | 0 | 22 | 2  | +20 |
| Grecia    | 4    | 3 | 1 | 1 | 1 | 7  | 9  | -2  |
| Svezia    | 3    | 3 | 1 | 0 | 2 | 9  | 14 | -5  |
| Malta (H) | 1    | 3 | 0 | 1 | 2 | 5  | 18 | -13 |

| Squadra 1   | Risultato   | Squadra 2   |
| 1ª giornata | 1ª giornata | 1ª giornata |
| ----------- | ----------- | ----------- |
| Polonia     | 5 - 2       | Grecia      |
| Svezia      | 6 - 4       | Malta       |
| 2ª giornata |             |             |
| Svezia      | 0 - 6       | Polonia     |
| Malta       | 1 - 1       | Grecia      |
| 3ª giornata |             |             |
| Grecia      | 4 - 3       | Svezia      |
| Malta       | 0 - 11      | Polonia     |

#### Gruppo D
| Squadra      | P.ti | G | V | N | P | GF | GS | DR |
| ------------ | ---- | - | - | - | - | -- | -- | -- |
| Albania      | 6    | 3 | 2 | 0 | 1 | 8  | 3  | +5 |
| San Marino   | 4    | 3 | 1 | 1 | 1 | 4  | 5  | -1 |
| Bulgaria (H) | 4    | 3 | 1 | 1 | 1 | 4  | 6  | -2 |
| Andorra      | 3    | 3 | 1 | 0 | 2 | 2  | 4  | -2 |

| Squadra 1   | Risultato   | Squadra 2   |
| 1ª giornata | 1ª giornata | 1ª giornata |
| ----------- | ----------- | ----------- |
| Albania     | 4 - 1       | San Marino  |
| Andorra     | 1 - 2       | Bulgaria    |
| 2ª giornata |             |             |
| Andorra     | 1 - 0       | Albania     |
| Bulgaria    | 1 - 1       | San Marino  |
| 3ª giornata |             |             |
| San Marino  | 2 - 0       | Andorra     |
| Bulgaria    | 1 - 4       | Albania     |

#### Gruppo E
| Squadra          | P.ti | G | V | N | P | GF | GS | DR  |
| ---------------- | ---- | - | - | - | - | -- | -- | --- |
| Ungheria         | 9    | 3 | 3 | 0 | 0 | 14 | 3  | +11 |
| Lituania (H)     | 6    | 3 | 2 | 0 | 1 | 9  | 7  | +2  |
| Turchia          | 3    | 3 | 1 | 0 | 2 | 6  | 8  | -2  |
| Irlanda del Nord | 0    | 3 | 0 | 0 | 3 | 5  | 16 | -11 |

| Squadra 1        | Risultato   | Squadra 2        |
| 1ª giornata      | 1ª giornata | 1ª giornata      |
| ---------------- | ----------- | ---------------- |
| Ungheria         | 7 - 2       | Irlanda del Nord |
| Turchia          | 2 - 3       | Lituania         |
| 2ª giornata      |             |                  |
| Turchia          | 0 - 3       | Ungheria         |
| Lituania         | 5 - 1       | Irlanda del Nord |
| 3ª giornata      |             |                  |
| Irlanda del Nord | 2 - 4       | Turchia          |
| Lituania         | 1 - 4       | Ungheria         |

#### Gruppo F
| Squadra     | P.ti | G | V | N | P | GF | GS | DR  |
| ----------- | ---- | - | - | - | - | -- | -- | --- |
| Georgia (H) | 9    | 3 | 3 | 0 | 0 | 18 | 4  | +14 |
| Germania    | 6    | 3 | 2 | 0 | 1 | 13 | 10 | +3  |
| Kosovo      | 3    | 3 | 1 | 0 | 2 | 9  | 16 | -7  |
| Austria     | 0    | 3 | 0 | 0 | 7 | 7  | 17 | -10 |

| Squadra 1   | Risultato   | Squadra 2   |
| 1ª giornata | 1ª giornata | 1ª giornata |
| ----------- | ----------- | ----------- |
| Kosovo      | 4 - 2       | Austria     |
| Germania    | 1 - 3       | Georgia     |
| 2ª giornata |             |             |
| Germania    | 8 - 4       | Kosovo      |
| Georgia     | 9 - 2       | Austria     |
| 3ª giornata |             |             |
| Austria     | 3 - 4       | Germania    |
| Georgia     | 6 - 1       | Kosovo      |

#### Gruppo G
| Squadra      | P.ti | G | V | N | P | GF | GS | DR |
| ------------ | ---- | - | - | - | - | -- | -- | -- |
| Lettonia (H) | 4    | 2 | 1 | 1 | 0 | 8  | 3  | +5 |
| Danimarca    | 4    | 2 | 1 | 1 | 0 | 6  | 4  | +2 |
| Estonia      | 0    | 2 | 0 | 0 | 2 | 3  | 10 | -7 |

| Squadra 1   | Risultato   | Squadra 2   |
| 1ª giornata | 1ª giornata | 1ª giornata |
| ----------- | ----------- | ----------- |
| Estonia     | 1 - 6       | Lettonia    |
| 2ª giornata |             |             |
| Danimarca   | 4 - 2       | Estonia     |
| 3ª giornata |             |             |
| Lettonia    | 2 - 2       | Danimarca   |

#### Gruppo H
| Squadra      | P.ti | G | V | N | P | GF | GS | DR |
| ------------ | ---- | - | - | - | - | -- | -- | -- |
| Moldavia (H) | 6    | 2 | 2 | 0 | 0 | 7  | 1  | +6 |
| Israele      | 1    | 2 | 0 | 1 | 1 | 2  | 5  | -3 |
| Inghilterra  | 1    | 2 | 0 | 1 | 1 | 1  | 4  | -3 |

| Squadra 1   | Risultato   | Squadra 2   |
| 1ª giornata | 1ª giornata | 1ª giornata |
| ----------- | ----------- | ----------- |
| Israele     | 1 - 4       | Moldavia    |
| 2ª giornata |             |             |
| Inghilterra | 1 - 1       | Israele     |
| 3ª giornata |             |             |
| Moldavia    | 3 - 0       | Inghilterra |

#### Gruppo I
| Squadra                | P.ti | G | V | N | P | GF | GS | DR |
| ---------------------- | ---- | - | - | - | - | -- | -- | -- |
| Norvegia               | 6    | 2 | 2 | 0 | 0 | 9  | 3  | +6 |
| Macedonia del Nord (H) | 3    | 2 | 1 | 0 | 1 | 2  | 2  | 0  |
| Galles                 | 0    | 2 | 0 | 0 | 2 | 2  | 8  | -6 |

| Squadra 1          | Risultato   | Squadra 2          |
| 1ª giornata        | 1ª giornata | 1ª giornata        |
| ------------------ | ----------- | ------------------ |
| Galles             | 0 - 1       | Macedonia del Nord |
| 2ª giornata        |             |                    |
| Norvegia           | 7 - 2       | Galles             |
| 3ª giornata        |             |                    |
| Macedonia del Nord | 1 - 2       | Norvegia           |

### Confronto tra le terze classificate
Per determinare le cinque migliori terze classificate che avanzano agli spareggi del turno di qualificazione vengono conteggiati soltanto i risultati contro le prime due classificate del girone di provenienza.
| Squadra     | Pt | G | V | N | P | GF | GS | DR | Gruppo |
| ----------- | -- | - | - | - | - | -- | -- | -- | ------ |
| Bulgaria    | 1  | 2 | 0 | 1 | 1 | 2  | 5  | -3 | D      |
| Inghilterra | 1  | 2 | 0 | 1 | 1 | 1  | 4  | -3 | H      |
| Turchia     | 0  | 2 | 0 | 0 | 2 | 2  | 6  | -4 | E      |
| Svizzera    | 0  | 2 | 0 | 0 | 2 | 5  | 11 | -6 | A      |
| Montenegro  | 0  | 2 | 0 | 0 | 2 | 2  | 8  | -6 | B      |
| Galles      | 0  | 2 | 0 | 0 | 2 | 2  | 8  | -6 | I      |
| Estonia     | 0  | 2 | 0 | 0 | 2 | 3  | 10 | -7 | G      |
| Svezia      | 0  | 2 | 0 | 0 | 2 | 3  | 10 | -7 | C      |
| Kosovo      | 0  | 2 | 0 | 0 | 2 | 5  | 14 | -9 | F      |

## Spareggi del turno di qualificazione

### Sorteggio
Il sorteggio per gli spareggi del turno di qualificazione si è tenuto il 13 febbraio 2020 alle ore 14:15 CET (UTC+1) al quartier generale dell'UEFA a Nyon, in Svizzera. Le 14 squadre (9 seconde e le 5 migliori terze) sono state divise in due fasce di sorteggio, una contenente le sette seconde con il miglior ranking e l'altra contenente le restati due seconde e le cinque terze. Le squadre sono state sorteggiate in sette sfide di andate e ritorno. Squadre provenienti dallo stesso gruppo non potevano essere sorteggiate insieme. Le partite, inizialmente in programma tra l'8 e il 15 aprile 2020, avranno luogo tra il 2 novembre e il 9 dicembre 2020.
| Squadra            | Pos. | Coeff.  | Rank |
| ------------------ | ---- | ------- | ---- |
| Macedonia del Nord | I2   | 1423.49 | 25   |
| Danimarca          | G2   | 1225.82 | 33   |
| Germania           | F2   | 1181.14 | 34   |
| Grecia             | C2   | 1164.92 | 36   |
| Armenia            | B2   | 1158.74 | 37   |
| Cipro              | A2   | 1145.80 | 39   |
| Lituania           | E2   | 1131.40 | 40   |

| Squadra     | Pos. | Coeff.  | Rank |
| ----------- | ---- | ------- | ---- |
| Israele     | H2   | 1027.40 | 41   |
| San Marino  | D2   | 894.05  | 44   |
| Turchia     | E3   | 1276.95 | 28   |
| Inghilterra | H3   | 1269.46 | 29   |
| Montenegro  | B3   | 1260.29 | 31   |
| Svizzera    | A3   | 1168.49 | 35   |
| Bulgaria    | D3   | 1153.23 | 38   |

### Partite
Le vincitrici avanzano alla fase di qualificazione a gironi.
| Squadra 1   | Totale        | Squadra 2          | Andata       | Ritorno      |
| ----------- | ------------- | ------------------ | ------------ | ------------ |
| Turchia     | 4 - 4 (gfc)   | Grecia             | 3 - 3        | 1 - 1        |
| San Marino  | 1 - 4         | Danimarca          | 1 - 2        | 0 - 2        |
| Israele     | 6 - 5         | Cipro              | 3 - 2        | 3 - 3        |
| Svizzera    | 7 - 7 (gfc)   | Germania           | 4 - 2        | 3 - 5        |
| Inghilterra | 0 - 10 (tav.) | Macedonia del Nord | 0 - 5 (tav.) | 0 - 5 (tav.) |
| Bulgaria    | 1 - 7         | Armenia            | 0 - 4        | 1 - 3        |
| Montenegro  | 5 - 1         | Lituania           | 3 - 0        | 2 - 1        |

## Fase di qualificazione a gironi

### Sorteggio
Il sorteggio per la fase di qualificazione a gironi (originariamente in programma il 14 maggio 2020) si è tenuto il 2 settembre 2020 alle 13:15 CEST (UTC+2) nel quartier generale dell'UEFA a Nyon, in Svizzera. Le fasce di sorteggio sono stilate sul ranking delle nazionali basato sul nuovo sistema Elo. L'identità delle nazionali provenienti dal turno di spareggio non era nota al momento del sorteggio. La fase di qualificazione a gironi si terrà tra il 6 dicembre 2020 e il 14 aprile 2021.
| Team        |
| ----------- |
| Spagna      |
| Russia      |
| Portogallo  |
| Kazakistan  |
| Azerbaigian |
| Ucraina     |
| Serbia      |
| Italia      |
| Slovenia    |
| Croazia     |
| Rep. Ceca   |
| Bielorussia |
| Romania     |
| Francia     |
| Slovacchia  |
| Finlandia   |

| Gruppo | Vincitrici           |
| ------ | -------------------- |
| A      | Bosnia ed Erzegovina |
| B      | Belgio               |
| C      | Polonia              |
| D      | Albania              |
| E      | Ungheria             |
| F      | Georgia              |
| G      | Lettonia             |
| H      | Moldavia             |
| I      | Norvegia             |

| Vincitrici degli spareggi |
| ------------------------- |
| Grecia                    |
| Danimarca                 |
| Israele                   |
| Svizzera                  |
| Macedonia del Nord        |
| Armenia                   |
| Montenegro                |

| Squadra     | Coeff.   | Rank |
| ----------- | -------- | ---- |
| Spagna      | 2204.047 | 1    |
| Portogallo  | 2116.631 | 2    |
| Russia      | 2098.095 | 3    |
| Kazakistan  | 2073.313 | 4    |
| Serbia      | 2012.285 | 5    |
| Azerbaigian | 1990.738 | 6    |
| Croazia     | 1958.361 | 7    |
| Italia      | 1928.482 | 8    |

| Squadra      | Coeff.   | Rank |
| ------------ | -------- | ---- |
| Ucraina      | 1896.725 | 9    |
| Rep. Ceca    | 1872.788 | 10   |
| Slovenia     | 1823.765 | 11   |
| Romania      | 1790.859 | 12   |
| Ungheria (E) | 1771.058 | 13   |
| Francia      | 1717.830 | 14   |
| Finlandia    | 1715.791 | 15   |
| Slovacchia   | 1699.141 | 16   |

| Squadra                  | Coeff.   | Rank |
| ------------------------ | -------- | ---- |
| Bielorussia              | 1682.792 | 17   |
| Bosnia ed Erzegovina (A) | 1669.033 | 18   |
| Polonia (C)              | 1643.059 | 19   |
| Belgio (B)               | 1635.426 | 21   |
| Georgia (F)              | 1627.160 | 22   |
| Lettonia (G)             | 1470.151 | 23   |
| Moldavia (H)             | 1454.560 | 24   |
| Albania (D)              | 1336.154 | 26   |

| Squadra                 | Coeff.   | Rank |
| ----------------------- | -------- | ---- |
| Macedonia del Nord (SQ) | 1423.493 | 25   |
| Norvegia (I)            | 1319.691 | 27   |
| Montenegro (SQ)         | 1260.291 | 31   |
| Danimarca (SQ)          | 1225.816 | 33   |
| Grecia (SQ)             | 1164.918 | 36   |
| Svizzera (SQ)           | 1168.489 | 35   |
| Armenia (SQ)            | 1158.737 | 37   |
| Israele (SQ)            | 1027.399 | 41   |

### Gironi

#### Girone 1
| Squadra   | P.ti | G | V | N | P | GF | GS | DR  |
| --------- | ---- | - | - | - | - | -- | -- | --- |
| Croazia   | 18   | 6 | 6 | 0 | 0 | 28 | 6  | +22 |
| Ucraina   | 12   | 6 | 4 | 0 | 2 | 33 | 17 | +16 |
| Danimarca | 3    | 6 | 1 | 0 | 5 | 10 | 29 | -19 |
| Albania   | 3    | 6 | 1 | 0 | 5 | 8  | 27 | -19 |

| Squadra   | Danimarca (bandiera) | Croazia (bandiera) | Albania (bandiera) | Ucraina (bandiera) |
| --------- | -------------------- | ------------------ | ------------------ | ------------------ |
| Danimarca |                      | 1-4                | 2-3                | 2-6                |
| Croazia   | 7-0                  |                    | 4-1                | 3-2                |
| Albania   | 1-3                  | 0-3                |                    | 3-10               |
| Ucraina   | 8-2                  | 2-7                | 5-0                |                    |

#### Girone 2
| Squadra | P.ti | G | V | N | P | GF | GS | DR  |
| ------- | ---- | - | - | - | - | -- | -- | --- |
| Russia  | 18   | 6 | 6 | 0 | 0 | 26 | 5  | +21 |
| Georgia | 10   | 6 | 3 | 1 | 2 | 15 | 15 | 0   |
| Francia | 5    | 6 | 1 | 2 | 3 | 18 | 20 | -2  |
| Armenia | 1    | 6 | 0 | 1 | 5 | 9  | 28 | -19 |

| Squadra | Armenia (bandiera) | Francia (bandiera) | Georgia (bandiera) | Russia (bandiera) |
| ------- | ------------------ | ------------------ | ------------------ | ----------------- |
| Armenia |                    | 4-4                | 2-3                | 2-5               |
| Francia | 5-1                |                    | 4-4                | 2-3               |
| Georgia | 5-0                | 3-2                |                    | 0-4               |
| Russia  | 6-0                | 5-1                | 3-0                |                   |

#### Girone 3
| Squadra     | P.ti | G | V | N | P | GF | GS | DR  |
| ----------- | ---- | - | - | - | - | -- | -- | --- |
| Azerbaigian | 16   | 6 | 5 | 1 | 0 | 22 | 6  | +16 |
| Slovacchia  | 11   | 6 | 3 | 2 | 1 | 21 | 9  | +12 |
| Moldavia    | 5    | 6 | 1 | 2 | 3 | 14 | 22 | -8  |
| Grecia      | 1    | 6 | 0 | 1 | 5 | 4  | 24 | -20 |

| Squadra     | Grecia (bandiera) | Azerbaigian (bandiera) | Slovacchia (bandiera) | Moldavia (bandiera) |
| ----------- | ----------------- | ---------------------- | --------------------- | ------------------- |
| Grecia      |                   | 0-3                    | 0-5                   | 3-3                 |
| Azerbaigian | 4-0               |                        | 4-1                   | 5-1                 |
| Slovacchia  | 6-0               | 1-1                    |                       | 4-4                 |
| Moldavia    | 3-1               | 3-5                    | 0-4                   |                     |

#### Girone 4
| Squadra              | P.ti | G | V | N | P | GF | GS | DR  |
| -------------------- | ---- | - | - | - | - | -- | -- | --- |
| Bosnia ed Erzegovina | 15   | 6 | 5 | 0 | 1 | 18 | 10 | +8  |
| Serbia               | 9    | 6 | 2 | 3 | 1 | 18 | 13 | +5  |
| Romania              | 6    | 6 | 1 | 3 | 2 | 19 | 17 | +2  |
| Macedonia del Nord   | 2    | 6 | 0 | 2 | 4 | 8  | 23 | -15 |

| Squadra              | Macedonia del Nord (bandiera) | Romania (bandiera) | Serbia (bandiera) | Bosnia ed Erzegovina (bandiera) |
| -------------------- | ----------------------------- | ------------------ | ----------------- | ------------------------------- |
| Macedonia del Nord   |                               | 2-2                | 1-6               | 2-3                             |
| Romania              | 9-1                           |                    | 2-2               | 2-3                             |
| Serbia               | 1-1                           | 4-4                |                   | 2-4                             |
| Bosnia ed Erzegovina | 2-1                           | 5-0                | 1-3               |                                 |

#### Girone 5
| Squadra     | P.ti | G | V | N | P | GF | GS | DR  |
| ----------- | ---- | - | - | - | - | -- | -- | --- |
| Kazakistan  | 18   | 6 | 6 | 0 | 0 | 30 | 5  | +25 |
| Bielorussia | 9    | 6 | 3 | 0 | 3 | 26 | 15 | +11 |
| Ungheria    | 6    | 6 | 2 | 0 | 4 | 12 | 25 | -13 |
| Israele     | 3    | 6 | 1 | 0 | 5 | 9  | 32 | -23 |

| Squadra     | Israele (bandiera) | Kazakistan (bandiera) | Ungheria (bandiera) | Bielorussia (bandiera) |
| ----------- | ------------------ | --------------------- | ------------------- | ---------------------- |
| Israele     |                    | 1-4                   | 1-4                 | 0-3                    |
| Kazakistan  | 4-0                |                       | 5-0                 | 5-2                    |
| Ungheria    | 3-7                | 1-6                   |                     | 2-1                    |
| Bielorussia | 14-0               | 1-6                   | 5-2                 |                        |

#### Girone 6
| Squadra  | P.ti | G | V | N | P | GF | GS | DR  |
| -------- | ---- | - | - | - | - | -- | -- | --- |
| Spagna   | 18   | 6 | 6 | 0 | 0 | 46 | 3  | +43 |
| Slovenia | 12   | 6 | 4 | 0 | 2 | 31 | 10 | +21 |
| Lettonia | 6    | 6 | 2 | 0 | 4 | 12 | 28 | -16 |
| Svizzera | 0    | 6 | 0 | 0 | 6 | 5  | 53 | -48 |

| Squadra  | Svizzera (bandiera) | Spagna (bandiera) | Lettonia (bandiera) | Slovenia (bandiera) |
| -------- | ------------------- | ----------------- | ------------------- | ------------------- |
| Svizzera |                     | 0-8               | 2-4                 | 1-11                |
| Spagna   | 14-0                |                   | 7-0                 | 3-1                 |
| Lettonia | 4-1                 | 1-12              |                     | 0-1                 |
| Slovenia | 12-1                | 1-2               | 5-3                 |                     |

#### Girone 7
| Squadra    | P.ti | G | V | N | P | GF | GS | DR  |
| ---------- | ---- | - | - | - | - | -- | -- | --- |
| Italia     | 15   | 6 | 5 | 0 | 1 | 24 | 12 | +12 |
| Finlandia  | 10   | 6 | 3 | 1 | 2 | 20 | 18 | +2  |
| Belgio     | 7    | 6 | 2 | 1 | 3 | 20 | 20 | 0   |
| Montenegro | 3    | 6 | 1 | 0 | 5 | 8  | 22 | -14 |

| Squadra    | Montenegro (bandiera) | Italia (bandiera) | Belgio (bandiera) | Finlandia (bandiera) |
| ---------- | --------------------- | ----------------- | ----------------- | -------------------- |
| Montenegro |                       | 0-3               | 4-3               | 1-2                  |
| Italia     | 2-0                   |                   | 4-1               | 7-4                  |
| Belgio     | 6-2                   | 5-4               |                   | 3-3                  |
| Finlandia  | 6-1                   | 2-4               | 3-2               |                      |

#### Girone 8
| Squadra    | P.ti | G | V | N | P | GF | GS | DR  |
| ---------- | ---- | - | - | - | - | -- | -- | --- |
| Portogallo | 14   | 6 | 4 | 2 | 0 | 24 | 7  | +17 |
| Polonia    | 11   | 6 | 3 | 2 | 1 | 20 | 14 | +6  |
| Rep. Ceca  | 8    | 6 | 2 | 2 | 2 | 22 | 19 | +3  |
| Norvegia   | 0    | 6 | 0 | 0 | 6 | 2  | 28 | -26 |

| Squadra    | Polonia (bandiera) | Portogallo (bandiera) | Norvegia (bandiera) | Rep. Ceca (bandiera) |
| ---------- | ------------------ | --------------------- | ------------------- | -------------------- |
| Polonia    |                    | 0-3                   | 4-1                 | 8-5                  |
| Portogallo | 2-2                |                       | 4-0                 | 3-3                  |
| Norvegia   | 0-3                | 1-7                   |                     | 0-5                  |
| Rep. Ceca  | 3-3                | 1-5                   | 5-0                 |                      |

### Confronto tra le seconde classificate
| Girone   | Squadra     | Pt | G | V | N | P | GF | GS | DR  |
| -------- | ----------- | -- | - | - | - | - | -- | -- | --- |
| Girone 6 | Slovenia    | 12 | 6 | 4 | 0 | 2 | 31 | 10 | +21 |
| Girone 1 | Ucraina     | 12 | 6 | 4 | 0 | 2 | 33 | 17 | +16 |
| Girone 3 | Slovacchia  | 11 | 6 | 3 | 2 | 1 | 21 | 9  | +12 |
| Girone 8 | Polonia     | 11 | 6 | 3 | 2 | 1 | 20 | 14 | +6  |
| Girone 7 | Finlandia   | 10 | 6 | 3 | 1 | 2 | 20 | 18 | +2  |
| Girone 2 | Georgia     | 10 | 6 | 3 | 1 | 2 | 15 | 15 | 0   |
| Girone 5 | Bielorussia | 9  | 6 | 3 | 0 | 3 | 26 | 15 | +11 |
| Girone 4 | Serbia      | 9  | 6 | 2 | 3 | 1 | 18 | 13 | +5  |

Legenda:
      Fase finale
      Spareggi
Regole per gli ex aequo: 1) punti; 2) differenza reti; 3) reti segnate; 4) reti segnate in trasferta; 5) vittorie; 6) vittorie in trasferta; 7) punti disciplinari; 8) ranking UEFA

## Spareggi

### Sorteggio
Il sorteggio per decidere l'ordine delle partite degli spareggi si è tenuto il 2 settembre 2020 nel quartier generale dell'UEFA a Nyon, in Svizzera.

### Partite
La vincitrice si qualifica alla fase finale.
| Squadra 1 | Totale | Squadra 2   | Andata | Ritorno |
| --------- | ------ | ----------- | ------ | ------- |
| Serbia    | 6 - 3  | Bielorussia | 3 - 1  | 3 - 2   |

Gli orari sono CET (UTC+1), come indicati dall'UEFA. Gli orari locali, se differenti, sono indicati tra parentesi.

### Andata
| Arbitri: | Eduardo Fernandes Coelho Miguel Castilho Cristiano José Cardoso Santos |
| Crono:   | Strahinja Radović                                                      |

|                                                       |           |             |
| Aleksić 6'26'’ Scherbich 17'36'’ (aut.) Pršić 27'36'’ | Marcatori | 37'19'’ Los |

### Ritorno
| Arbitri: | Ondřej Černý Jan Kresta Lukáš Peško |
| Crono:   | Mikhail Prokhorov                   |

|                               |           |                                                |
| Selyuk 35'03'’ Krikun 39'33'’ | Marcatori | 11'34'’ Tomić 16'06'’ Momčilović 26'26'’ Rakić |

## Classifica marcatori
- Turno di qualificazione: Sono state segnate 271 reti in 45 incontri (6,02 gol per partita).
- Spareggi del turno di qualificazione: Sono state segnate 52 reti in 12 partite (4,33 gol per partita).
- Fase di qualificazione a gironi: Sono state segnate 567 reti in 93 partite (6,10 gol per partita).
- Spareggi: Sono state segnate 9 reti in 2 partite (4,50 gol per partita).
- Totale: Sono state segnate 899 reti in 152 incontri (5,91 gol per partita).

— Squadra eliminata / inattiva in questo turno.
| Pos. | Giocatore                  | TQ | SQ | FG | SP | Totale |
| ---- | -------------------------- | -- | -- | -- | -- | ------ |
| 1    | Germans Matjušenko         | 3  | —  | 7  | —  | 10     |
| 2    | Archil Sebiskveradze       | 7  | —  | 2  | —  | 9      |
| 3    | Steven Dillien             | 4  | —  | 4  | —  | 8      |
| 4    | Kristjan Čujec             | —  | —  | 7  | —  | 7      |
| 4    | Dario Marinović            | —  | —  | 7  | —  | 7      |
| 4    | Sebastian Leszczak         | 3  | —  | 4  | —  | 7      |
| 4    | Michał Marek               | 3  | —  | 4  | —  | 7      |
| 4    | Omar Rahou                 | 3  | —  | 4  | —  | 7      |
| 9    | Taynan                     | —  | —  | 6  | —  | 6      |
| 9    | Gabriel Rick               | —  | —  | 6  | —  | 6      |
| 9    | Marko Pršić                | —  | —  | 5  | 1  | 6      |
| 9    | Stefan Rakić               | —  | —  | 5  | 1  | 6      |
| 9    | Vladislav Selyuk           | —  | —  | 5  | 1  | 6      |
| 9    | Zoltán Dróth               | 3  | —  | 3  | —  | 6      |
| 9    | Anel Radmilović            | 3  | —  | 3  | —  | 6      |
| 9    | Halim Selmanaj             | 3  | —  | 3  | —  | 6      |
| 9    | Ilija Mugoša               | 3  | 0  | 3  | —  | 6      |
| 9    | Josip Bošković             | 4  | —  | 2  | —  | 6      |
| 9    | Simon Gössi                | 1  | 3  | 2  | —  | 6      |
| 9    | Gelson Saiotti             | 5  | —  | 1  | —  | 6      |
| 9    | Onur Saglam                | 4  | 2  | —  | —  | 6      |
| 22   | Andrej Afanas'ev           | —  | —  | 5  | —  | 5      |
| 22   | Raúl Campos                | —  | —  | 5  | —  | 5      |
| 22   | Raúl Gómez                 | —  | —  | 5  | —  | 5      |
| 22   | Nejc Hozjan                | —  | —  | 5  | —  | 5      |
| 22   | Jarmo Junno                | —  | —  | 5  | —  | 5      |
| 22   | Juhana Jyrkiäinen          | —  | —  | 5  | —  | 5      |
| 22   | Elisandro                  | 0  | —  | 5  | —  | 5      |
| 22   | Sergei Krikun              | —  | —  | 4  | 1  | 5      |
| 22   | Mads Falck                 | 1  | 1  | 3  | —  | 5      |
| 22   | Thales Feitosa             | 3  | —  | 2  | —  | 5      |
| 22   | Mikołaj Zastawnik          | 3  | —  | 2  | —  | 5      |
| 22   | Evangelos Marcoyannakis    | 2  | 1  | 2  | —  | 5      |
| 22   | David Aslanian             | 1  | 2  | 2  | —  | 5      |
| 22   | Nikola Vidaković           | 1  | 2  | 2  | —  | 5      |
| 22   | Charalampos Stavrakopoulos | 4  | 0  | 1  | —  | 5      |
| 22   | Ivan Diedunov              | 0  | 4  | 1  | —  | 5      |
| 22   | Michael Meyer              | 4  | 1  | —  | —  | 5      |
| 22   | Lukas Sendžikas            | 4  | 1  | —  | —  | 5      |
| 22   | Gevara Kanjo               | 3  | 2  | —  | —  | 5      |

| Pos. | Giocatore               | TQ | SQ | FG | SP | Totale |
| ---- | ----------------------- | -- | -- | -- | -- | ------ |
| 41   | Chino                   | —  | —  | 4  | —  | 4      |
| 41   | Daniil Davydov          | —  | —  | 4  | —  | 4      |
| 41   | Artem Fareniuk          | —  | —  | 4  | —  | 4      |
| 41   | Alen Fetić              | —  | —  | 4  | —  | 4      |
| 41   | Valerije Jurić          | —  | —  | 4  | —  | 4      |
| 41   | Mancha                  | —  | —  | 4  | —  | 4      |
| 41   | Miguel Mellado          | —  | —  | 4  | —  | 4      |
| 41   | Abdessamad Mohammed     | —  | —  | 4  | —  | 4      |
| 41   | Carmelo Musumeci        | —  | —  | 4  | —  | 4      |
| 41   | Landry N'Gala           | —  | —  | 4  | —  | 4      |
| 41   | Robinho                 | —  | —  | 4  | —  | 4      |
| 41   | Francisco Solano        | —  | —  | 4  | —  | 4      |
| 41   | Däuren Tūrsağūlov       | —  | —  | 4  | —  | 4      |
| 41   | Sávio Valadares         | —  | —  | 4  | —  | 4      |
| 41   | Arlan Pablo Vieira      | —  | —  | 4  | —  | 4      |
| 41   | Mykhailo Zvarych        | —  | —  | 4  | —  | 4      |
| 41   | Leonardo Carello Aleixo | 0  | —  | 4  | —  | 4      |
| 41   | Srdjan Ivanković        | 0  | —  | 4  | —  | 4      |
| 41   | Dmitri Los              | —  | —  | 3  | 1  | 4      |
| 41   | Dragan Tomić            | —  | —  | 3  | 1  | 4      |
| 41   | Lucas Diniz             | 2  | —  | 2  | —  | 4      |
| 41   | Sergiu Nicolaiciuc      | 2  | —  | 2  | —  | 4      |
| 41   | Marios Ntatis           | 0  | 2  | 2  | —  | 4      |
| 41   | Mirko Hrkač             | 3  | —  | 1  | —  | 4      |
| 41   | Tomasz Lutecki          | 3  | —  | 1  | —  | 4      |
| 41   | Richárd Dávid           | 4  | —  | 0  | —  | 4      |
| 41   | Sabahudin Petak         | 4  | —  | 0  | —  | 4      |
| 41   | Marko Spasojević        | 4  | 0  | 0  | —  | 4      |
| 41   | Gabriel Buckson         | 2  | 2  | 0  | —  | 4      |

## Squadre qualificate
Il grassetto indica che la squadra ha vinto quell'edizione, il corsivo indica che la squadra ha ospitato quell'edizione.
| Qualificate          | In qualità di        | Data              | Pres. | Ult. | Miglior risultato                                   |
| -------------------- | -------------------- | ----------------- | ----- | ---- | --------------------------------------------------- |
| Paesi Bassi          | Organizzatrice       | 24 settembre 2019 | 6ª    | 2014 | 4º posto (1999)                                     |
| Spagna               | Vincitrice Girone 6  | 9 marzo 2021      | 12ª   | 2018 | Campione (1996, 2001, 2005, 2007, 2010, 2012, 2016) |
| Croazia              | Vincitrice Girone 1  | 9 marzo 2021      | 6ª    | 2016 | 4º posto (2012)                                     |
| Russia               | Vincitrice Girone 2  | 9 marzo 2021      | 12ª   | 2018 | Campione (1999)                                     |
| Azerbaigian          | Vincitrice Girone 3  | 9 marzo 2021      | 6ª    | 2018 | 4º posto (2010)                                     |
| Italia               | Vincitrice Girone 7  | 9 marzo 2021      | 12ª   | 2018 | Campione (2003, 2014)                               |
| Bosnia ed Erzegovina | Vincitrice Girone 4  | 10 marzo 2021     | 1ª    | /    | Esordiente                                          |
| Kazakistan           | Vincitrice Girone 5  | 6 aprile 2021     | 3ª    | 2018 | 3º posto (2016)                                     |
| Georgia              | 6ª migliore seconda  | 9 aprile 2021     | 1ª    | /    | Esordiente                                          |
| Slovenia             | Migliore seconda     | 12 aprile 2021    | 7ª    | 2018 | Quarti di finale (2014, 2018)                       |
| Portogallo           | Vincitrice Girone 8  | 12 aprile 2021    | 10ª   | 2018 | Campione (2018)                                     |
| Finlandia            | 5ª migliore seconda  | 13 aprile 2021    | 1ª    | /    | Esordiente                                          |
| Slovacchia           | 3ª migliore seconda  | 13 aprile 2021    | 1ª    | /    | Esordiente                                          |
| Polonia              | 4ª migliore seconda  | 14 aprile 2021    | 3ª    | 2018 | 1º turno (2001, 2018)                               |
| Ucraina              | 2ª migliore seconda  | 16 aprile 2021    | 11ª   | 2018 | 2º posto (2001, 2003)                               |
| Serbia               | Vincitrice spareggio | 17 novembre 2021  | 7ª    | 2018 | 4º posto (2016)                                     |

## Classifica totale
Fase di qualificazione a gironi
| Pos.            | Squadra              | P.ti | G | V | N | S | GF | GS | DR  |
| --------------- | -------------------- | ---- | - | - | - | - | -- | -- | --- |
| 1ᵉ classificate |                      |      |   |   |   |   |    |    |     |
| 1               | Spagna               | 18   | 6 | 6 | 0 | 0 | 46 | 3  | +43 |
| 2               | Kazakistan           | 18   | 6 | 6 | 0 | 0 | 30 | 5  | +25 |
| 3               | Croazia              | 18   | 6 | 6 | 0 | 0 | 28 | 6  | +22 |
| 4               | Russia               | 18   | 6 | 6 | 0 | 0 | 26 | 5  | +21 |
| 5               | Azerbaigian          | 16   | 6 | 5 | 1 | 0 | 22 | 6  | +16 |
| 6               | Italia               | 15   | 6 | 5 | 0 | 1 | 24 | 12 | +12 |
| 7               | Bosnia ed Erzegovina | 15   | 6 | 5 | 0 | 1 | 18 | 10 | +8  |
| 8               | Portogallo           | 14   | 6 | 4 | 2 | 0 | 24 | 7  | 17  |
| 2ᵉ classificate |                      |      |   |   |   |   |    |    |     |
| 9               | Slovenia             | 12   | 6 | 4 | 0 | 2 | 31 | 10 | +21 |
| 10              | Ucraina              | 12   | 6 | 4 | 0 | 2 | 33 | 17 | +16 |
| 11              | Slovacchia           | 11   | 6 | 3 | 2 | 1 | 21 | 9  | +12 |
| 12              | Polonia              | 11   | 6 | 3 | 2 | 1 | 20 | 14 | +6  |
| 13              | Finlandia            | 10   | 6 | 3 | 1 | 2 | 20 | 18 | +2  |
| 14              | Georgia              | 10   | 6 | 3 | 1 | 2 | 15 | 15 | 0   |

Spareggi
| Pos. | Squadra     | P.ti | G | V | N | S | GF | GS | DR |
| ---- | ----------- | ---- | - | - | - | - | -- | -- | -- |
| 15   | Serbia      | 6    | 2 | 2 | 0 | 0 | 6  | 3  | +3 |
| 16   | Bielorussia | 0    | 2 | 0 | 0 | 2 | 3  | 6  | -3 |

Fase di qualificazione a gironi
| Pos.            | Squadra            | P.ti | G | V | N | S | GF | GS | DR  |
| --------------- | ------------------ | ---- | - | - | - | - | -- | -- | --- |
| 3ᵉ classificate |                    |      |   |   |   |   |    |    |     |
| 17              | Rep. Ceca          | 8    | 6 | 2 | 2 | 2 | 22 | 19 | +3  |
| 18              | Belgio             | 7    | 6 | 2 | 1 | 3 | 20 | 20 | 0   |
| 19              | Romania            | 6    | 6 | 1 | 3 | 2 | 19 | 17 | +2  |
| 20              | Ungheria           | 6    | 6 | 2 | 0 | 4 | 12 | 25 | -13 |
| 21              | Lettonia           | 6    | 6 | 2 | 0 | 4 | 12 | 28 | -16 |
| 22              | Francia            | 5    | 6 | 1 | 2 | 3 | 18 | 20 | -2  |
| 23              | Moldavia           | 5    | 6 | 1 | 2 | 3 | 14 | 22 | -8  |
| 24              | Danimarca          | 3    | 6 | 1 | 0 | 5 | 10 | 29 | -19 |
| 4ᵉ classificate |                    |      |   |   |   |   |    |    |     |
| 25              | Montenegro         | 3    | 6 | 1 | 0 | 5 | 8  | 22 | -14 |
| 26              | Albania            | 3    | 6 | 1 | 0 | 5 | 8  | 27 | -19 |
| 27              | Israele            | 3    | 6 | 1 | 0 | 5 | 9  | 32 | -23 |
| 28              | Macedonia del Nord | 2    | 6 | 0 | 2 | 4 | 8  | 23 | -15 |
| 29              | Armenia            | 1    | 6 | 0 | 1 | 5 | 9  | 28 | -19 |
| 30              | Grecia             | 1    | 6 | 0 | 1 | 5 | 4  | 24 | -20 |
| 31              | Norvegia           | 0    | 6 | 0 | 0 | 6 | 2  | 28 | -26 |
| 32              | Svizzera           | 0    | 6 | 0 | 0 | 6 | 5  | 53 | -48 |

Squadre eliminate agli spareggi del turno di qualificazione
| Pos. | Squadra     | P.ti | G | V | N | S | GF | GS | DR  |
| ---- | ----------- | ---- | - | - | - | - | -- | -- | --- |
| 33   | Germania    | 3    | 2 | 1 | 0 | 1 | 7  | 7  | 0   |
| 34   | Turchia     | 2    | 2 | 0 | 2 | 0 | 4  | 4  | 0   |
| 35   | Cipro       | 1    | 2 | 0 | 1 | 2 | 5  | 6  | -1  |
| 36   | San Marino  | 0    | 2 | 0 | 0 | 2 | 1  | 4  | -3  |
| 37   | Lituania    | 0    | 2 | 0 | 0 | 2 | 1  | 5  | -4  |
| 38   | Bulgaria    | 0    | 2 | 0 | 0 | 2 | 1  | 7  | -6  |
| 39   | Inghilterra | 0    | 2 | 0 | 0 | 2 | 0  | 10 | -10 |

Squadre eliminate nel turno di qualificazione
| Pos.            | Squadra          | P.ti | G | V | N | S | GF | GS | DR  |
| --------------- | ---------------- | ---- | - | - | - | - | -- | -- | --- |
| 3ᵉ classificate |                  |      |   |   |   |   |    |    |     |
| 40              | Galles           | 0    | 2 | 0 | 0 | 2 | 2  | 8  | -6  |
| 41              | Estonia          | 0    | 2 | 0 | 0 | 2 | 3  | 10 | -7  |
| 42              | Svezia           | 0    | 2 | 0 | 0 | 2 | 3  | 10 | -7  |
| 43              | Kosovo           | 0    | 2 | 0 | 0 | 2 | 5  | 14 | -9  |
| 4ᵉ classificate |                  |      |   |   |   |   |    |    |     |
| 44              | Andorra          | 3    | 3 | 1 | 0 | 2 | 2  | 4  | -2  |
| 45              | Scozia           | 1    | 3 | 0 | 1 | 2 | 7  | 18 | -11 |
| 46              | Malta            | 1    | 3 | 0 | 1 | 2 | 5  | 18 | -13 |
| 47              | Austria          | 0    | 3 | 0 | 0 | 3 | 7  | 17 | -10 |
| 48              | Irlanda del Nord | 0    | 3 | 0 | 0 | 3 | 5  | 16 | -11 |
| 49              | Gibilterra       | 0    | 3 | 0 | 0 | 3 | 3  | 16 | -13 |